# Linguaggio scientifico
Il linguaggio scientifico è, all'interno di molte lingue, una lingua speciale utilizzata per trattare e divulgare argomenti scientifici. È formato da un lessico in prevalenza tecnico, i cui termini sono spesso univoci, derivati dalle lingue classiche o, più di recente, dall'inglese. Diversi suoi tratti si ritrovano nelle principali lingue europee.
Si contraddistingue inoltre per la produzione di sigle e forme abbreviate, oltre che per l'utilizzo di formule e rappresentazioni grafico-visive, come diagrammi o tabelle.

## Caratteristiche generali
Il linguaggio scientifico nasce dalla necessità di descrivere eventi ed oggetti estranei alla vita quotidiana, dalle particelle subatomiche e atomiche ad alcuni rapporti quantitativi. In sostanza, tutto ciò di cui non si ha un'esperienza diretta, ma intellettuale.
L'esigenza di attribuire un nome a questi concetti ha permesso che ogni lingua sviluppasse un vocabolario specifico per le scienze, distinto sia dalle altre lingue speciali, sia dalla lingua comune.
Nella letteratura internazionale, questa contrapposizione è stata a lungo motivo di dibattito, in particolare negli anni ottanta e novanta del Novecento. I ricercatori, nel tentativo di definire i confini del linguaggio specialistico, hanno evidenziato il rapporto di continuità tra lingua comune e speciale. Entrambi i linguaggi contribuiscono all'evoluzione linguistica inserendo ed eliminando parole in base alla frequenza d'uso e alla loro capacità descrittiva. Ad esempio, termini come fatica o eccitamento nel linguaggio scientifico hanno assunto un significato diverso da quello comune e convivono insieme a parole come allergia, ormone, struttura, osmosi, ormai altamente diffuse anche tra gli inesperti. La terminologia non è tuttavia l'unico elemento distintivo del linguaggio scientifico. Nel corso del tempo, i testi scientifici sono stati segnati da un progressivo aumento delle forme nominali e da una semplificazione dell'organizzazione del periodo.
Durante il XVII secolo, un testo scientifico in italiano era composto in media da 63 parole per frase, nel XVIII secolo da 53, nel XIX secolo da 37, fino ad arrivare a 27 nel XX secolo. Le frasi sono quindi composte via via da un numero inferiore di elementi e il nome assume sempre più importanza. Scienze come la matematica, la fisica e la chimica, per descrivere i loro concetti, spesso astratti e distanti dalla vita quotidiana, hanno inoltre strutturato un rapporto di rigida univocità tra termini e significati. Queste due tendenze non si verificano allo stesso modo in tutti i tipi di testi scientifici. Un testo divulgativo, rivolgendosi ad un pubblico più ampio, riduce al minimo l'uso del lessico tecnico e predilige una struttura sintattica più articolata e complessa. Un testo specialistico, al contrario, presenta un alto uso di termini tecnici ed una sintassi semplificata. La comunicazione, in quest'ultimo caso, vuole riportare in modo chiaro ed efficace il processo scientifico, rivolgendosi soprattutto ad un pubblico di esperti. La situazione, il contesto sociale e il ruolo dei parlanti che partecipano all'interazione, influiscono pertanto sulle caratteristiche del linguaggio scientifico, non solo al livello lessicale, ma anche semantico e sintattico. L'insieme di tutti questi elementi situazionali definisce quella che in sociolinguistica viene descritta come la dimensione diafasica, cioè la variazione della lingua in relazione ai diversi contesti e rapporti sociali. Nella lingua delle scienze, la dimensione diafasica comprende le interazioni tra esperti del settore e tutto ciò che riguarda la divulgazione e la didattica scientifica.
Nel primo caso, per evitare possibili fraintendimenti di significato, gli interlocutori esperti utilizzano volutamente un lessico tecnico molto distante dalla lingua comune, basato su un'ampia conoscenza condivisa. Ciò giustifica la presenza di formule abbreviate (ad esempio i bianchi per i globuli bianchi), di sigle, molte di queste sconosciute al pubblico, e di parole tratte da linguaggi stranieri (in medicina, morbidità, dall'inglese tecnico morbidity, 'stato di malattia di un paziente').
Quando la comunicazione si realizza invece tra un esperto e un parlante che non ha dimestichezza con il linguaggio scientifico, la lingua delle scienze si avvicina spesso alla lingua comune, sostituendo i termini specialistici con perifrasi (malattia dei reni per nefropatia) o con forme più generali (globuli bianchi per leucociti), o sciogliendo le sigle (LHC = Large Hadron Collider, un acceleratore di particelle del CERN di Ginevra). Anche al livello sintattico-testuale si notano dei cambiamenti, come un uso meno rigido delle forme verbali (contro la tendenza all'uso esclusivo del modo indicativo, presente nei testi specialistici) e un minore utilizzo di costruzioni complesse all'interno del testo.
La difficoltà a comprendere un testo specialistico non deriva solo dalla presenza di termini tecnici, ma anche dalla scelta di sintagmi "difficili" (campo algebricamente chiuso, funzione assolutamente continua, particelle subatomiche cariche stabili), espressioni abbreviate (geodetica di tipo tempo) o intricate strutture di complementi (La potenza di un rapporto di numeri razionali è uguale al rapporto delle potenze dei singoli termini) ecc.
Oltre alla dimensione verticale, gli studi sulle lingue speciali individuano anche una dimensione orizzontale, che consente di distinguere i differenti linguaggi in base alla varietà dei contenuti. Vi è quindi la lingua della fisica, della matematica, della zoologia, ma si individuano anche dei sotto-linguaggi come la lingua dell'anatomia o della patologia e così via, ognuna avente proprie particolarità.
Infine, le lingue speciali, compreso il linguaggio scientifico, possono essere analizzate anche come varietà diastratiche. La lingua delle scienze è di competenza di alcuni gruppi sociali o professionali, che si identificano in questo linguaggio e lo utilizzano anche come strumento di aggregazione o di esclusione per altri soggetti. Nell'ambito medico, ad esempio, di fronte a una diagnosi spiacevole, i medici tendono a discutere le possibili soluzioni attraverso il linguaggio specialistico, così da non allarmare il paziente. Non sempre, però, gli esperti riescono ad adattare il loro linguaggio al contesto o al pubblico di riferimento. In alcuni ambiti, i professionisti dimostrano una certa rigidità, che non consente loro di uscire dalla lingua speciale per essere comprensibili a tutti. Le prescrizioni mediche spesso risultano difficili da interpretare: i dosaggi dei medicinali, indicati per esempio in forme come 3 x die x OS x 05 , non sono comprensibili ai pazienti, tanto che si è diffuso il luogo comune secondo cui solo i farmacisti sarebbero in grado di interpretare la scrittura dei dottori.

## Il lessico
Il lessico nelle lingue speciali è spesso formato da termini (i significanti) legati ad un solo significato e viceversa (secondo una relazione biunivoca). Le parole della lingua comune possono invece avere più di un significato, pur mantenendo uno stesso significante (polisemia). I termini del linguaggio scientifico, dunque, risultano spesso meno ambigui. Anche i termini delle lingue speciali possono tuttavia essere polisemici, anche se in misura più limitata rispetto alla lingua comune. Il termine ventricolo, ad esempio, per molto tempo ha indicato anche la cavità dello stomaco prima di specializzarsi nel definire quella del cuore; il termine arteria, che oggi significa 'vaso sanguigno', in passato era sinonimo di trachea.
La terminologia specialistica comprende sia parole di nuova creazione, sia parole riprese dalla lingua comune. In quest'ultimo caso, i termini possono mantenere il loro significato comune oppure assumerne uno nuovo all'interno della lingua speciale. Il passaggio dalla lingua comune alla lingua speciale e viceversa influisce sulle caratteristiche della terminologia scientifica. Le parole che diventano termini continuano ad avere anche un significato nella lingua comune: imparare il concetto fisico di forza può essere difficile se non lo si slega dal linguaggio quotidiano. Allo stesso modo, i termini che vengono adottati nella lingua comune assumono un significato scientifico meno preciso. Ad esempio, il termine terapia d'urto deriva dal linguaggio medico per indicare la massiccia somministrazione di un farmaco o di farmaci specifici per contrastare una malattia aggressiva. La stessa espressione nel linguaggio comune assume il significato più generale di 'intervento brusco, in grado di capovolgere una situazione negativa'.
La terminologia scientifica, così come il linguaggio scientifico, si distingue in base all'argomento di riferimento (dimensione orizzontale) ed in base al contesto sociale e al ruolo dei parlanti che partecipano all'interazione (dimensione verticale). Questi aspetti fanno sì che la terminologia abbia, a seconda dell'ambito a cui si riferisce, un numero di termini maggiore o minore. Un ulteriore elemento di distinzione tra i vari campi specialistici sono i diversi meccanismi utilizzati o utilizzabili per creare nuovi termini.

### Risemantizzazione e transfert
In alcune scienze, come la fisica e la matematica, l'inserimento di nuovi termini avviene attraverso il meccanismo della risemantizzazione (o tecnificazione). Si tratta del fenomeno linguistico per cui una parola passa dal linguaggio comune a una lingua speciale (lavoro, massa, quiete, moto, onda). Questo passaggio fa sì che le parole comuni assumano un significato tecnico preciso e univoco (profondità, altezza, in geometria; potenza, resto, in matematica). I termini possono essere presi anche dalle lingue classiche, come il latino (funzione, operazione, in matematica; quanto, in fisica) e il greco (ellisse, fluido, gas). Di recente, molti termini derivano anche dall'inglese (quark, pulsar, run). Gli anglicismi possono comprendere forme non adattate (detti prestiti integrali), cioè parole trasferite nella lingua italiana così come si presentano nella lingua inglese (by pass, screening, clearance, patch, in medicina) oppure parole formate solo in parte da forme inglesi (overcarica, electroforming, in chimica).
Gli esempi riportati per il greco fanno riferimento ad un altro fenomeno linguistico tipico dei linguaggi delle scienze: il transfert. Esso consiste nel passaggio di un termine specialistico da una lingua speciale ad un'altra. Infatti, i termini ellisse, fluido e gas, nel corso del tempo, hanno attraversato tre lingue speciali di tre diverse discipline: la geometria, la chimica e la medicina. Nel transfert i termini subiscono un cambiamento di significato totale o parziale: vettore in matematica è "la rappresentazione geometrica di enti non scalari", mentre vettore in ingegneria aerospaziale è "il dispositivo per la messa in orbita di strumenti e veicoli".
Nella lingua medica, la maggior parte dei termini deriva dalle due lingue classiche: il latino descrive molti degli organi e delle parti del corpo umano con prestiti integrali come ictus o exitus o con prestiti adattati alla lingua italiana come induito ('copertura', 'rivestimento') e vertebra.

### Prefissazione, suffissazione, composizione
La formazione di nuovi termini nel linguaggio scientifico può basarsi anche su meccanismi legati alla morfologia della parola. Nella lingua italiana uno degli strumenti più utilizzati per creare nuove parole è la derivazione, cioè la possibilità di produrre nuove forme a partire da quelle già esistenti.
La derivazione sfrutta tre strategie per arricchire il lessico: la prefissazione, la suffissazione e la composizione.

Questi criteri risultano più o meno produttivi a seconda dell'ambito scientifico di riferimento. 
La prefissazione è un processo di formazione delle parole in cui la derivazione si ottiene aggiungendo un elemento (il prefisso) prima della base di un termine.

In chimica, botanica e zoologia i prefissi sono essenziali per ampliare la terminologia. Nella chimica, in particolare, i prefissi indicano spesso la quantità dell'elemento descritto dalla base: giga-, mega-, deci-, mill-, nano-. Vi sono anche prefissi di origine greca e latina come macro-, micro-, omo- dal greco e co- in covalenza, in- in incolore, inodore, insapore dal latino. 
In fisica l'uso della prefissazione è meno frequente, ma nella fisica delle particelle è presente il prefisso s- dall'inglese s(upersimmetry ) che indica il partner di alcuni tipi di particelle: spletoni, squark, sneutrino.

Invece, la suffissazione è un meccanismo molto diffuso, che prevede di aggiungere un elemento (il suffisso) dopo la base del termine.
 
Anche in questo caso la terminologia chimica mostra un ricco sistema di suffissi che, ad esempio, aiutano a distinguere gli acidi (-ico “acido solfidrico”) dai sali (-uro “solfuro sodico”); gli alcooli (-olo “metanolo, etanolo, propanolo”); i nomi degli apparecchi (-tore “accumulatore, biocatalizzatore, nebulizzatore”); gli strumenti di misurazione (-metro “galvanometro, potenziometro, voltametro”) e altri elementi e proprietà chimiche. 
Nella chimica sono anche molto frequenti i suffissi aggettivali denominali, cioè quei suffissi che, aggiungendosi alla base, trasformano un nome in aggettivo. Tra questi vi sono i suffissi in -are, -ale, -ivo (“crepuscolare, gravitazionale, attrattivo”), utilizzati al posto dei complementi corrispondenti (“del crepuscolo, della gravitazione, dell'attrazione). 
Inoltre, i suffissi derivati da verbi sono molto produttivi. I più caratteristici sono i suffissi in -zione “centrifugazione, quantizzazione”, in -mento (“decadimento, irraggiamento, congelamento”), in -aggio (“drogaggio”), in -tura (“tagliatura”), e in -anza (“conduttanza”).

Nella fisica vi sono due suffissi principali: il suffisso -one, che viene usato per indicare le particelle subatomiche (“elettrone, protone, neutrone”, ma anche “adrone, fotone, gluone, mesone”); e il suffisso -ino, utilizzato per definire le particelle partner dei bosoni (“fotino, gluino, wino, zino”).
 
Anche nel linguaggio medico l'impiego dei suffissi è molto importante, anche se in modo meno rigoroso rispetto alla chimica. La patologia medica adotta: il suffisso -ite per descrivere le infiammazioni degli organi (“nefrite” per l'infiammazione dei reni, “bronchite” per l'infiammazione dei bronchi); il suffisso -osi per le malattie degenerative (“artrosi” per la malattia che riduce il funzionamento delle articolazioni); il suffisso -oma legato ai tumori (“carcinoma, linfoma”).

Per descrivere malattie differenti, ma che riguardano uno stesso organo spesso si utilizza contrapporre i termini in –osi e –ite. Per esempio: “nefrosi/nefrite”, “epatite/epatosi”, “artrite/artrosi”.
 
Per quanto riguarda il meccanismo della composizione, si verifica ogni volta che unendo due o più parole, si ottiene un termine nuovo. 
In chimica i composti sono per lo più giustapposti, cioè parole unite senza mutarne la struttura interna (“grammoatomo, sistemi acido-base, interruttori fine-corsa, resistenza d'attrito scafo-acqua, scambio alogeno-metallo”). Nel linguaggio scientifico vi è la tendenza ad abbreviare il messaggio, utilizzando forme sempre più concise. Infatti, un composto come “scambio alogeno-metallo” elimina le congiunzioni e preposizioni che normalmente si troverebbero all'interno di una frase (“scambio tra alogeno e metallo”).

Nel lessico medico molti composti sono tratti dalle lingue classiche e per questo vengono definiti composti neoclassici. Fra questi vi sono termini come: “sacro-lombare, megalosplenia, chiromegalia”, ma anche espressioni derivate da parole moderne come: “dose-dipendente, aldosterone-sensibile”.

Un particolare meccanismo di derivazione sono i prefissoidi e suffissoidi. Questi si comportano rispettivamente come prefissi e suffissi, ma sono parole che in origine erano autonome o che derivano dall'abbreviazione di una parola esistente.

I prefissoidi e i suffissoidi formano parole composte tanto spesso da essere confusi con prefissi e suffissi. Sono molto diffusi all'interno del linguaggio scientifico, in particolare utilizzando parole che derivano dal greco, dal latino e dell'inglese. Nel linguaggio medico il termine mastite, cioè l'infiammazione del tessuto della mammella, prende il suo significato dall'ormai raro prefissoide greco masto-, che significa, appunto "mammella". Molto più diffuso è il suffissoide greco -fobia, che con il suo significato di "paura" definisce l'insieme di tutte le malattie legate alla paura (idrofobia "paura dell'acqua, agorafobia "paura della folla", cremnofobia "paura del vuoto" ecc.). 

Queste espressioni riprendono la costruzione linguistica inglese determinante-determinato. 
Il determinante è un aggettivo o nome che descrive una qualità o modalità di un nome, cioè il determinato. 
Il determinato è il nome di cui si definiscono le caratteristiche, che nella lingua inglese deve sempre seguire il determinante. 
Quindi, un composto come “redoxi-potenziale” significa “potenziale di redoxi”, oppure “ossidoriduzione” sta per “riduzione dell'ossido”. Anche in questo caso, il linguaggio scientifico tende verso una riduzione degli elementi linguistici adoperando un sistema per evitare l'uso delle normali preposizioni.

### Sigle e acronimi
Nel linguaggio scientifico si ha un uso frequente di sigle e acronimi. La maggior parte di queste espressioni deriva dalla lingua inglese come “laser, radar”. Nel corso del tempo molte sigle hanno perso la loro forma estesa. Infatti, sono poche le persone a sapere che la sigla “radar” è tratta da “Radio Detection and Ranging”, mentre “laser” nasce da “Lightwave Amplification by Stimulated Emission of Radiation”, ecc.
 In ambito medico le sigle indicano formule (IgA, IgG, IgM, cioè le immunoglobuline A, G, M), test di ricerca (RUST, usato per l'analisi delle immunoglobuline nel sangue), vitamine (A, B, C, B12), gruppi sanguigni (A, B, AB, 0), e molti altri concetti. Gli acronimi si possono distinguere dalle sigle perché formati dall'unione di diverse parole (giptal da “glicerina+phtalic”), ma oggi si tende a considerarli al pari delle sigle.

### Eponimi
I termini eponimi sono parole che hanno mantenuto al loro interno il nome proprio di chi ha scoperto o creato quell'oggetto o quel luogo. Nel linguaggio scientifico i nomi derivano dagli scienziati che hanno formulato regole, ideato leggi o studiato malattie (“teorema di Pitagora, morbo di Parkinson, tube di Falloppio, Area di Broca”).

Gli eponimi si possono anche costruire aggiungendo al nome proprio un suffisso (“russellite, aragonite” in mineralogia); oppure utilizzando il nome proprio così come lo si trova (“volt, ampère, ohm” per le unità di misura).

### Tecnicismi collaterali e tecnicismi specifici
Ogni materia scientifica ha sviluppato un proprio vocabolario specifico. 
All'interno di questi lessici specialistici troviamo sia espressioni usate solo in quel settore (tecnicismi specifici), sia termini che possono essere sostituiti dal linguaggio comune (tecnicismi collaterali).
I tecnicismi collaterali sono espressioni che nella lingua speciale non hanno una particolare funzione comunicativa, ma servono solo ad innalzare lo stile e il registro del discorso (“accusare” invece di “provare dolore” in medicina, “imprimere” una forza in fisica).

Per questa loro caratteristica i tecnicismi collaterali possono appartenere a diversi linguaggi specifici: ad esempio, “a carico di” è presente sia nel linguaggio giuridico (“procedimento a carico di ignoti”), sia nel linguaggio medico (“danni a carico dell'apparato digerente”).
La medicina fa un largo uso di tecnicismi collaterali: “apprezzare” a posto di “riscontrare, valutare”, “domanda” per “fabbisogno da parte dell'organismo”; “episodio” per “evento patologico di carattere acuto”; oppure “esordio” per “inizio di una certa patologia”. Inoltre, i testi medici ricorrono anche a tecnicismi collaterali di tipo sintattico. Fra questi vi sono forme con particolari mutamenti di numero e genere (“analisi delle urine”, “il faringe”) e costruzioni con preposizioni (“in presenza, assenza di” come “in presenza di un esantema”; “in sede+ aggettivo” come “fenomeni proliferativi in sede gastrica”; “in fase di” come “aumento dei capelli in fase di crescita”).

## Sintassi e testualità
I testi scientifici hanno caratteristiche linguistiche diverse a seconda dell'argomento di cui trattano e del pubblico a cui si rivolgono. 
Nel caso di scienze come la fisica o la matematica, le frasi sono formate da un lessico ricco di significato e da costruzioni molto complesse.
In generale nei testi scientifici, sia persone esperte che non esperte tendono ad utilizzare i nomi come mezzo per trasmettere l'informazione. Entrambi cercano di rendere più preciso e sintetico il loro linguaggio come si può notare in questa frase: “variazioni continue delle condizioni iniziali di “cattura” di un pianeta da parte del sole inducono variazioni continue dell'orbita risultante”.
L'informazione non viene più trasmessa dal verbo (catturare), come avviene nel linguaggio comune, ma dal nome (la "cattura").
Il nome assorbe le funzionalità principali del periodo, a svantaggio del verbo che perde la sua importanza. Infatti, nei discorsi scientifici i verbi più diffusi indicano relazioni o condizioni (“essere, dipendere, consistere, avvenire, accadere”); e i modi tendono ad ridursi, in particolare al tempo presente. 
Questo perché, nella lingua delle scienze, il tempo verbale non è legato al tempo reale in cui si svolge un evento. Per esempio, una frase come: “L'acqua bolle a cento gradi”, non si riferisce al presente in cui la persona sta parlando, ma ad un momento ipotetico.
Il nome diviene il centro dell'enunciato: per esprimere la persona in una frase si utilizza l'aggettivo possessivo (“lui parte” diventa “la sua partenza”); mentre per riferire i cambiamenti temporali si adoperano gli aggettivi (“la rimozione precedente”) o le preposizioni (“dopo, prima, durante la rimozione”). 
Quindi, nei testi scientifici le informazioni vengono trasmesse dalla terminologia, dalla struttura sintattica basata sul nome e da come questi si combinano all'interno della frase. Di conseguenza, nelle frasi si utilizzano costruzioni linguistiche che limitino al massimo l'uso di ripetizioni. Le soluzioni più ricorrenti sono l'utilizzo di formule abbreviate (“le tecniche” per “le tecniche di datazione con termoluminescenza”) e l'uso di composizioni nominali, che riprendono una porzione di testo precedente (“A queste”, “A questo risultato”, “Quel concetto”).
Molto frequente è anche l'eliminazione del soggetto del discorso. Le formule impersonali (“si osserva, si constata, si produce”) e le costruzioni con il passivo (“è stato osservato che”) sono molto diffuse. Infatti, per descrivere un fenomeno scientifico non è necessario sapere le caratteristiche di chi lo sta osservando, ma occorre che l'evento venga riportato nella maniera più neutra possibile.
Fanno eccezione, i testi che descrivono un esperimento scientifico. In questo caso la figura dello scienziato è presente ed esegue la procedura descrivendola nei minimi dettagli. Il discorso utilizza un linguaggio chiaro con un largo uso dei connettivi, cioè di elementi linguistici che servono a collegare le diverse parti di un testo (“poiché, infatti, dunque, ma, però, in primo luogo”).

## La divulgazione scientifica
La divulgazione scientifica comprende tutti i mezzi con cui è possibile parlare di scienza: i giornali scientifici, i programmi televisivi, le riviste, le relazioni, i libri di testo, gli articoli su internet. Una premessa è che la comunicazione sia rivolta ad un pubblico variegato, in particolare agli inesperti, che possono avere difficoltà a comprendere la terminologia tecnica di un testo scientifico. Il problema viene risolto adottando diverse strategie linguistiche:

- Il tecnicismo viene affiancato o sostituito da una parola comune che ha lo stesso significato (in medicina “globuli bianchi” sostituisce “leucociti”);
- Il tecnicismo viene espresso attraverso una perifrasi (“mal di punta” indica una “pleurite o polmonite”; “mal di pietra” la “calcolosi”)[13];
- Si utilizzano metafore o similitudini a posto del tecnicismo (in medicina gli “anticorpi” vengono definiti “missili terra aria”; il “macrofago” viene definito “cellula-spazzino”);
- Il significato del tecnicismo viene spiegato attraverso una glossa (“ipertermia, cioè la febbre alta”).
- Sigle e acronimi vengono scritti per esteso (“elettrocardiogramma” invece di “ECG”).

Questi meccanismi non sempre hanno successo. In fisica, i testi divulgativi non solo utilizzano i tecnicismi specifici, ma li accostano ai tecnicismi collaterali.

Questa caratteristica rende la comprensione del discorso ancora più complessa. Le difficoltà non si fermano all'uso del lessico, ma includono il modo in cui i contenuti vengono presentati all'interno del testo. Ad esempio, analizzando questa frase:

“I legami deboli sono forze di valore energetico relativamente basso, che tengono uniti due atomi e che liberano, quindi, una scarsa quantità di energia quando se ne provoca la rottura.”
Le conoscenze linguistiche consentono di dire che: il pronome ne può fare riferimento sia a “i legami deboli”, sia a “i due atomi”. La scelta giusta (“i legami deboli”) può essere fatta solo conoscendo l'argomento di cui si sta parlando.
Infatti, questa frase presenta la stessa struttura della precedente:

“I genitori sono persone che in genere amano moltissimo i figli e che mostrano, quindi, una grande contentezza quando se ne parla bene.”
Il pronome ne occupa la stessa posizione e svolge la stessa funzione della prima frase, ma in questo caso il riferimento a i figli appare subito evidente. Questo perché il fatto che i genitori amino i figli è una conoscenza condivisa da tutti e non solo da un gruppo di esperti in materia.
Quindi, i testi scientifici non sono considerati testi chiari e necessitano di buone conoscenze di base per essere decifrati. Nel trattare argomenti scientifici si utilizzano frequentemente anche definizioni, denominazioni, esempi, grafici e illustrazioni. Si tratta di strumenti che devono essere prima spiegati per poter trasmettere le informazioni corrette.

Anche gli esempi spesso risultano poco comprensibili e non aiutano a chiarire quanto spiegato nel testo. Le difficoltà nascono a causa dell'elevata concentrazione di informazioni all'interno del discorso e dallo scarso uso di ripetizioni. Invece, le definizioni e le denominazioni possono facilitare la comprensione del testo.
Le definizioni spiegano un termine che viene considerato poco diffuso o conosciuto solo dagli esperti in materia. La parola che deve essere imparata viene presentata fin da subito e questo può aiutarne l'apprendimento.

Le denominazioni descrivono prima il concetto da imparare con parole comuni e poi, presentano il termine specifico. Quindi, prima si costruisce la conoscenza e poi le si dà un nome.
Infatti, l'uso delle denominazioni sembra essere molto frequente nei testi scientifici di lingua inglese. Il termine da imparare viene posto tra parentesi dopo la spiegazione, mentre nei testi italiani si preferisce utilizzare le definizioni. 
La tendenza dei testi inglesi può essere giustificata dalla particolare attenzione che in altre lingue e culture, come quella inglese, viene prestata ai problemi di comprensione e accessibilità dei contenuti.
Alcuni studiosi ritengono che l'uso di una buona struttura sintattica e testuale potrebbe avere effetti positivi non solo nell'apprendimento di una corretta terminologia scientifica, ma anche aumentare la credibilità nei confronti degli studi e delle scienze in generale.